# Estrid Hult
Estrid Sigrid Hult, född Heikel 30 december 1890 i Brahestad, död 27 januari 1970 i Stockholm, var en finländsk försäkringsdirektör.
Hult, som var dotter till bankdirektör Felix Heikel och Sigrid Furuhjelm, avlade studentexamen 1909 och studerade matematik vid Helsingfors universitet 1910–1914. Hon var matematiklärare vid bland annat fröknarna Annie och Berta Edelfelts förberedande skola 1911–1917. Hon var chef för Helsingfors Kortcentrals kortavdelning jämte filialkontor 1917–1919, matematiker och avdelningschef i försäkringsbolaget Industri-Olycksfall 1919–1942 samt andra direktör i detta bolag 1943–1953. Hon ingick  1920 äktenskap med överste Ivar Hult (1865–1931).